# Splendora
Splendora è un centro abitato degli Stati Uniti d'America situato nella contea di Montgomery dello Stato del Texas.
La popolazione era di 1.615 persone al censimento del 2010.

## Geografia fisica
Splendora è situata a 30°13′13″N 95°10′02″W (30.220237, -95.167232).
Secondo lo United States Census Bureau, ha un'area totale di 2,1 miglia quadrate (5,4 km²).

## Società

### Evoluzione demografica
Secondo il censimento del 2000, c'erano 1.275 persone, 434 nuclei familiari e 352 famiglie residenti nella città. La densità di popolazione era di 603,8 persone per miglio quadrato (233,3/km²). C'erano 470 unità abitative a una densità media di 222,6 per miglio quadrato (86,0/km²). La composizione etnica della città era formata dal 94,82% di bianchi, lo 0,31% di afroamericani, lo 0,78% di nativi americani, l'1,10% di asiatici, l'1,80% di altre razze, e l'1,18% di due o più etnie. Ispanici o latinos di qualunque razza erano il 5,25% della popolazione.
C'erano 434 nuclei familiari di cui il 46,1% aveva figli di età inferiore ai 18 anni, il 64,5% aveva coppie sposate conviventi, il 12,0% aveva un capofamiglia femmina senza marito, e il 18,7% erano non-famiglie. Il 14,7% di tutti i nuclei familiari erano individuali e il 5,1% aveva componenti con un'età di 65 anni o più che vivevano da soli. Il numero di componenti medio di un nucleo familiare era di 2,93 e quello di una famiglia era di 3,23.
La popolazione era composta dal 32,7% di persone sotto i 18 anni, il 10,5% di persone dai 18 ai 24 anni, il 29,6% di persone dai 25 ai 44 anni, il 19,2% di persone dai 45 ai 64 anni, e l'8,0% di persone di 65 anni o più. L'età media era di 29 anni. Per ogni 100 femmine c'erano 92,6 maschi. Per ogni 100 femmine dai 18 anni in giù, c'erano 91,1 maschi.
Il reddito medio di un nucleo familiare era di 36.211 dollari e quello di una famiglia era di 41.917 dollari. I maschi avevano un reddito medio di 31.063 dollari contro i 23.000 dollari delle femmine. Il reddito pro capite era di 15.008 dollari. Circa il 9,1% delle famiglie e il 12,0% della popolazione erano sotto la soglia di povertà, incluso l'11,1% di persone sotto i 18 anni e il 9,7% di persone di 65 anni o più.

## Istruzione
I bambini che vivono a Splendora frequentano le scuole all'interno dello Splendora Independent School District.
A Splendora vi è anche il Lone Star College (originariamente North Harris Montgomery Community College District).